# Austrogomphus prasinus
Austrogomphus prasinus är en trollsländeart som beskrevs av Tillyard 1906. Austrogomphus prasinus ingår i släktet Austrogomphus och familjen flodtrollsländor. Inga underarter finns listade i Catalogue of Life.